# 武汉轨道交通16号线
武汉轨道交通16号线（又称武汉轨道交通汉南线或汉南线）是中国湖北省武汉市一条运营中的市域轨道交通线路，线路代表色是芙蓉红。全线位于武汉经济技术开发区（汉南区）和汉阳区，南起通航机场站，北至国博中心南站，未来还会进一步延伸至汉口。16号线设计最高运行速度为120 km/h，是当前武汉地铁线网中最快的地铁线路。

## 工程概况

### 一期工程
16号线一期工程南起武汉经济技术开发区（汉南区）纱帽周家河，北至国博中心南站，沿纱帽大道、马影河大道、汉洪高速、军山大道、沌口路敷设，穿越了马影河、大军山、小军山、四环线、分蓄洪区、东荆河等河流水域。一期工程全线长约32km，其中地下段长12.7km，高架段长18.5km，过渡段长1.8km，设12座站点，其中高架站5座，地下站7座，在国博中心南站可换乘6号线和12号线，在老关村站可换乘6号线。16号线一期取消了之前规划的与10号线换乘的万家湖站，线路因此得以更加顺直。16号线一期工程已于2021年12月26日投入运营。

### 二期工程
16号线二期工程，又称16号线起点调整工程，起于通航产业园区兴城大道站，沿纱帽大道接入16号线周家河站（既有）。线路全长4.22 km，设高架站2座。该工程至通航产业园，强化了通航产业园与纱帽新城、军山、沌口、中心城区的交通衔接，进一步加快园区发展。

## 车站
- 老关村站站台
- 国博中心南站站台
- 周家河站站台

| 国博中心南 | South International Expo Center | 0     | 0      | 汉阳区                | █ 6号线 █ 12号线 | 地下岛式月台 | 2021/12/26 |
| 老关村     | Laoguancun                      | 1.570 | 1.570  | 武汉经开区 （汉南区） | █ 6号线          | 地下岛式月台 | 2021/12/26 |
| 南太子湖   | South Taizihu                   | 1.971 | 3.541  | 武汉经开区 （汉南区） |                  | 地下岛式月台 | 2021/12/26 |
| 沌口       | Zhuankou                        | 2.202 | 5.743  | 武汉经开区 （汉南区） |                  | 地下岛式月台 | 2021/12/26 |
| 小军山     | Xiaojunshan                     | 8.050 | 13.793 | 武汉经开区 （汉南区） |                  | 地下岛式月台 | 2021/12/26 |
| 枫林       | Fenglin                         | 2.049 | 15.842 | 武汉经开区 （汉南区） |                  | 地下岛式月台 | 2021/12/26 |
| 大军山     | Dajunshan                       | 1.950 | 17.792 | 武汉经开区 （汉南区） |                  | 地下岛式月台 | 2021/12/26 |
| 桂子湖     | Guizihu                         | 4.420 | 22.212 | 武汉经开区 （汉南区） |                  | 高架侧式月台 | 2021/12/26 |
| 马影河     | Mayinghe                        | 3.163 | 25.375 | 武汉经开区 （汉南区） |                  | 高架侧式月台 | 2021/12/26 |
| 协子河     | Xiezihe                         | 1.363 | 26.738 | 武汉经开区 （汉南区） |                  | 高架侧式月台 | 2021/12/26 |
| 湾湖       | Wanhu                           | 1.690 | 28.428 | 武汉经开区 （汉南区） |                  | 高架侧式月台 | 2021/12/26 |
| 周家河     | Zhoujiahe                       | 3.264 | 31.692 | 武汉经开区 （汉南区） |                  | 高架侧式月台 | 2021/12/26 |
| 纱帽       | Shamao                          | 3.197 | 34.889 | 武汉经开区 （汉南区） |                  | 高架侧式月台 | 2022/12/30 |
| 通航机场   | Hannan General Airport          | 1.569 | 36.458 | 武汉经开区 （汉南区） |                  | 高架侧式月台 | 2022/12/30 |

### 换乘站
- 老关村：6、16号线的换乘站。换乘方式为站厅换乘。
- 国博中心南：6、16号线的换乘站。换乘方式为通道换乘。

## 票务规定
- 计价方式：按里程限时计费。
- 计价标准：起价2元可乘坐4公里，3元可乘坐8公里，4元可乘坐12公里，5元可乘坐18公里，6元可乘坐24公里，7元可乘坐32公里，8元可乘坐40公里，9元可乘坐50公里，50公里以上每增加1元可多乘坐20公里。具体的计费标准可参见下表：

|  |  |  |  |  |  |  |  |  |

- 乘车限时：每次进闸到出闸限240分钟。
- 乘车优惠：使用武汉通卡享受9折优惠。
- 支付方式：乘客可通过扫描“支付宝”“微信”“云闪付”“Metro新时代”等手机应用内的地铁乘车码乘坐武汉地铁；以及通过具备闪付功能的银联银行卡、交通联合卡和武汉通（以上三款均含手机NFC版本）刷卡乘车。
- 定期票：分为1、3、7日定期票，每张价格分别为18元、45元、90元。
  - 实体定期票：购买时每张票另收押金20元，乘客可在地铁各车站客服中心办理定期票的购买和退票等业务。1日票为发售时间起至当日运营时间结束，3日票为当日发售时间起至第3日运营时间结束，7日票为当日发售时间起至第7日运营时间结束。
  - 电子定期票：电子定期票在“Metro新时代”手机应用内购买。1日票为激活后24小时内，3日票为激活后72小时内，7日票为激活后168小时内有效。

## 行车安排

### 运行交路
16号线目前所有列车采用单一交路的运营方式，即所有列车均运行全程。

### 首末班车时间
- 武汉地铁首末班车时间

## 使用列车
- 列车编组中的M表示动车，TMc表示带驾驶室的半动车。

| 列车名称与型号                         | 列车生产厂商                                  | 列车编组                   | 列车制造年代     | 列车编号           | 列车总数 | 转向架型号 （动车 / 拖车） | 牵引电动机 生产厂商，型号与类型          | 牵引逆变器 生产厂商，型号与类型                          | 辅助电源 生产厂商，型号与类型 |
| -------------------------------------- | --------------------------------------------- | -------------------------- | ---------------- | ------------------ | -------- | -------------------------- | ---------------------------------------- | -------------------------------------------------------- | ----------------------------- |
| 列车名称与型号                         | 列车生产厂商                                  | 列车编组                   | 列车制造年代     | 列车编号           | 列车总数 | 转向架型号 （动车 / 拖车） | 中车株洲电机制                           | 株洲中车时代电气制                                       | 株洲中车时代电气制            |
| 一期与二期车辆 （中车株机市域A型列车） | 中车株洲电力机车 （武汉中车株机轨道交通装备） | 4节市域A型 （TMc+M+M+TMc） | 2020 ~ 2021 2022 | P01 ~ P23 P24，P25 | 23列 2列 | ZMC-120 型                 | YQ-230 系列 鼠笼式三相异步交流牵引电动机 | t Power-TN3 系列 IGBT-VVVF 中间车 1C4M1群 先头车 1C2M1群 | t Power-AA43 系列 IGBT-SIV    |

- 一期车辆外观
- 一期车辆车厢内饰

16号线一期工程采用市域A型列车、4节编组，最高运营速度为120km/h。每列车额定载客量约896人，极限载客量约为1240人。其中，列车在噪音控制、防火性能等方面均采用国际最高标准。该车为“武汉制造”，其中部分列车在位于江夏区的武汉中车株机轨道交通装备有限公司生产。